# ウニ
ウニ（海胆、海栗、英: Sea urchin）は、ウニ綱に属する棘皮動物の総称。別名にガゼなど。なお、「雲丹」の字を充てるときはウニを加工した食品を指す。日本の俳句では春の季語。

## 概要
深海の海底から磯に至る世界中の海に生息し、約870種が確認されている。
多くの種が全身にトゲを持つ。中にはガンガゼのように毒を持つものもある。
ウニの体の構造は5つの部分から成り、背面から見た殻の輪郭が円形で、中心から5つの部分が放射相称に配置されたものを正形ウニ類と呼ぶ。タコノマクラなど、放射状ではなく左右相称になっているものを不正形ウニ類と呼ぶ。

## 形態

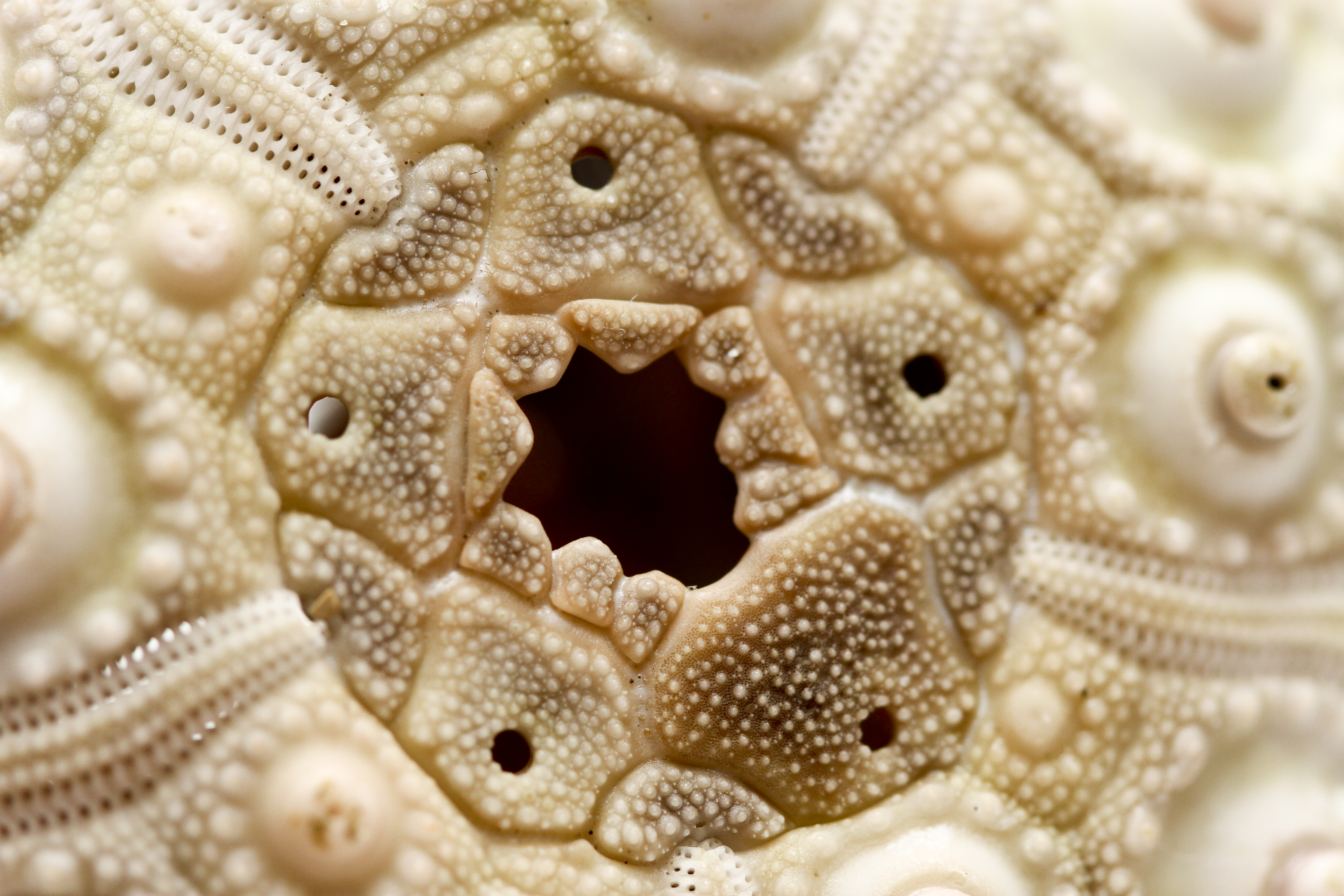
ウニの肛門付近。中心の肛門の周りに、生殖孔が空いた生殖板が並んでいる。右下の大きな骨片が多孔板。生殖板の間を埋めている終板から、無数の歩帯板の列がそれぞれ伸びて歩帯をなす。歩帯の左右の穴から管足が伸び、その間は間歩帯と呼ばれる。

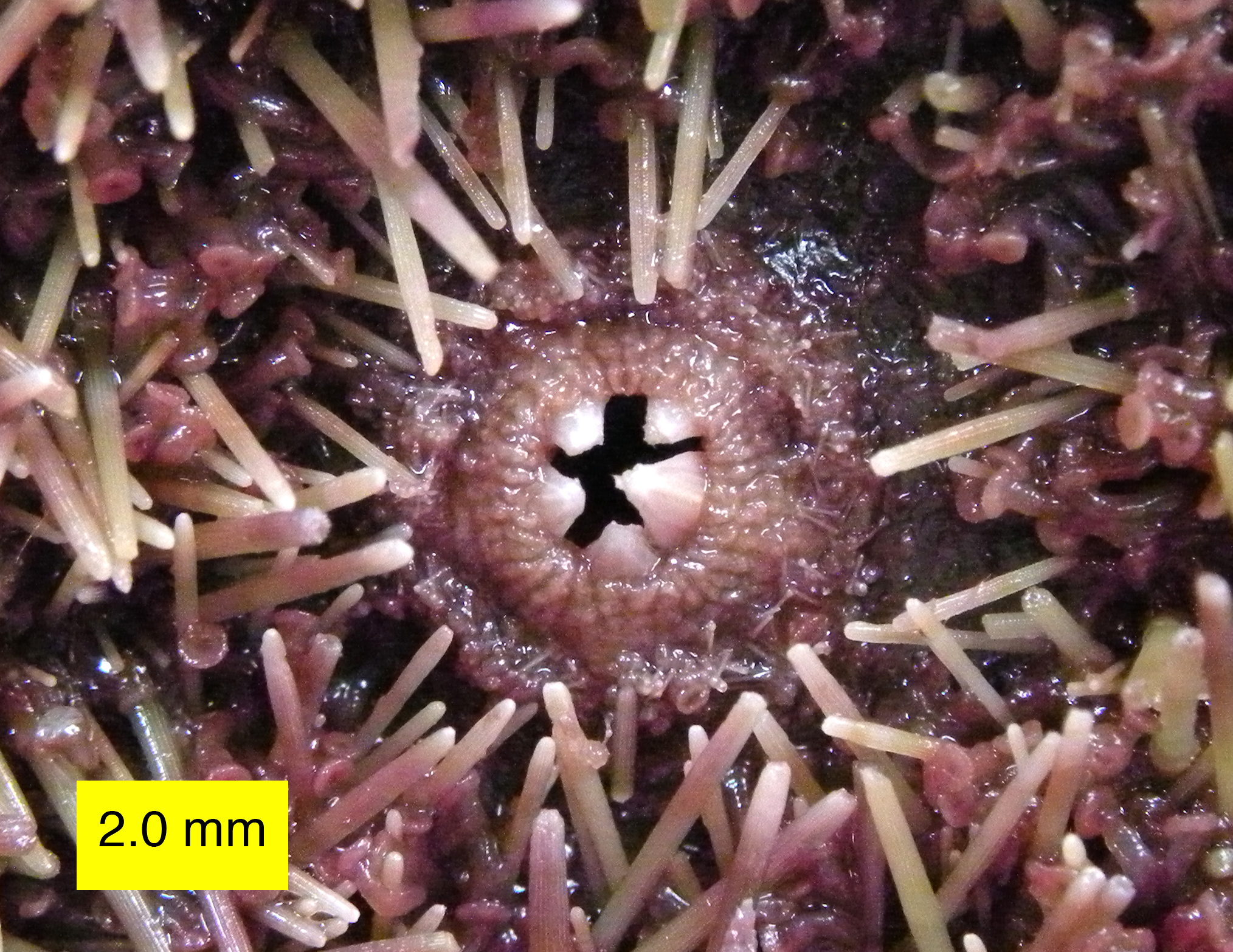
ウニの口

棘皮動物は五放射相称の形をしており、棘のためにわかりにくくはなっているものの、ウニも五放射相称である。ウニは炭酸カルシウムの球状の骨格を持ち、骨格上の疣から棘が伸びている。棘のある側に肛門があり、口はその反対側で骨格に大きな穴を空けている。骨格は肛門の付近を除いて、5本の歩帯とその間の間歩帯からなる。歩帯には、管足が伸びる2つの穴を空けた歩帯板が連なっており、その下には放射水管が流れる。間歩帯の下には生殖巣がある。
肛門付近の骨格は頂上板系と呼ばれる。頂上板系はウニのなかで最も古い部分になる。精子や卵が放出される生殖孔を持つ5つの生殖板が肛門の周りにならび、生殖巣はここにつながる。生殖板のうち、ひときわ大きく多くの小孔を持つのが多孔板であり、水管系と外界をつないでいる。生殖板の間に終板と呼ばれる骨があり、歩帯はここからのびる。終板にも管足があり終管足と呼ばれ、これは1本ずつ生える。口からは腸が伸びる。口には5つの歯があり、五放射相称の「アリストテレスの提灯」と呼ばれる骨と筋肉によって動かされる。

### 棘
棘は炭酸カルシウムの骨を表皮で覆った構造をしており、防御や移動の機能がある。主に反口側の棘が防御に用いられ、口側の棘は移動に用いられる。視覚器官の役割も果たしている。棘は管足の並ぶ歩帯の間（間歩帯）に主に配置する。普通の単純な棘の他に、先端がピンセット状などになった叉棘があり、体表の掃除や敵に対する防御などに使われる。
棘はその根元から大きく動かすことができる。殻の棘のつく部分は丸く盛り上がっており、棘の基部もまた半円形に突き出している。この両者は筋肉で結びつけられており、この筋肉によって棘は振り回すような運動が可能である。筋肉の内側にキャッチアパレータスと呼ばれる結合組織があり、これを硬くすることによって棘を固定することができる。種によっては棘の中央と殻をつなぐ結合組織も持つ。

## 内部構造
消化系は比較的単純で、腹面中央に口があり、体内を一巻きのらせんを描きつつ上に抜け、殻の真上か、それをはずれた上面に肛門が開く。生殖巣も殻の上面に開く。それらのそばに多孔板があり、ここから水管系へと海水が取り入れられる。多孔板から石管が体内を貫いて腹面側に抜け、顎の後ろの消化管を取り巻く環状水管へと続く。ここから歩帯にそって放射水管が伸びて管足に繋がる。

## 発生
胞胚で孵化し、プランクトン生活をしながら成長する。やがて三角形のようになり、それぞれの角から突起を突き出したプルテウス幼生となる。その後、海底に一時的に固着し、変態してウニの姿となる。
その後卵割し、

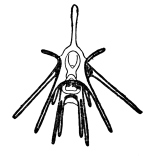
プルテウス幼生

2細胞期→4細胞期→8細胞期→16細胞期→桑実胚→胞胚→プリズム幼生→プルテウス幼生
と発生が進む。プルテウス幼生まで約64時間かかる。
プルテウス幼生の突起は増えて3週間ほどで8本になった8腕プルテウス幼生となる。
この突起がそのまま成体のトゲになるわけでなく、胃の左側の一部で、原腸由来の水腔を、表皮の陥入してきた羊膜陥が包みウニ原基がつくられ、原基は幼生の中で寄生するように成長し突き破って稚ウニとなる。

## 生態
全て海産で、動きの遅い底性動物である。棘を動かし、また管足を使ってゆっくりと移動するが、普段は岩に張り付いている場合が多い。岩のくぼみなどに入り込んでいるものも多い。砂底に適応したものでは、カシパン類のように砂に浅く潜って暮らすものや、ブンブクチャガマのように砂に穴を掘って暮らす例もある。ガンガゼは、熱帯地方では砂底の海底で群れをなして生活する。
海藻を食うものやデトリタスを食べるものが多い。ウニの過剰な増加は海藻群落（藻場）の食害による消失を引き起こすことから、藻場の回復やウニの実入りの改善のためにウニ類の除去が行われる場合もある。北洋では、ウニが多産する海岸ではコンブが生育出来なくなるという。岩に附着するコンブの苗を喰ってしまうからである。なかには雌雄同体のものもいる。
なお、絶食状態に置いた直後のムラサキウニは、野菜・雑草・魚肉・穀物やパン類なども含め、与えればほとんど何でも食べる。
近年の調査研究結果により、寿命は（種と環境によるが）200歳に至ることもあることが判り、生殖能力も100歳を超えても、10歳のウニと変わらないことが判ってきた。

## 系統
棘皮動物各群の関係についてはよくわからない点が多い。その中でウニ綱はナマコ綱に近いものと考えられている。腕が完全に欠けていること、歩帯が口から肛門にわたって伸びることなどが共通点としてあげられる。

## 分類
現生群は真ウニ亜綱Euechinoidea、オウサマウニ目のみからなるオウサマウニ亜綱Cidaroideaの2亜綱に分けられる。かつてはオウサマウニ目を化石種のみで知られているニセウニ科Bothriocidaridaeを含む溝帯目Bothriocidaroidaなどとともに擬ウニ亜綱Perischoechinoideaに分類することもあったが、のちにニセウニ類は古生代に現生群の共通祖先より以前に派生したステムグループとして区別された。

### 真ウニ亜綱 Euechinoidea
- 無ランタン上目 Atelostomata
  - マンジュウウニ目 Cassiduloida
    - マンジュウウニ亜目 Cassidulina - マンジュウウニ
    - ネオマンジュウウニ亜目 Neolampadina - ネオマンジュウウニ

  - ブンブク目 Spatangoida
    - ブンブク亜目 Spatangina - ブンブクチャガマ、ヒラタブンブク、ホンブンブク、オオブンブク、オカメブンブク
    - ブンブクモドキ亜目 Urechinina - ブンブクモドキ、トックリブンブク

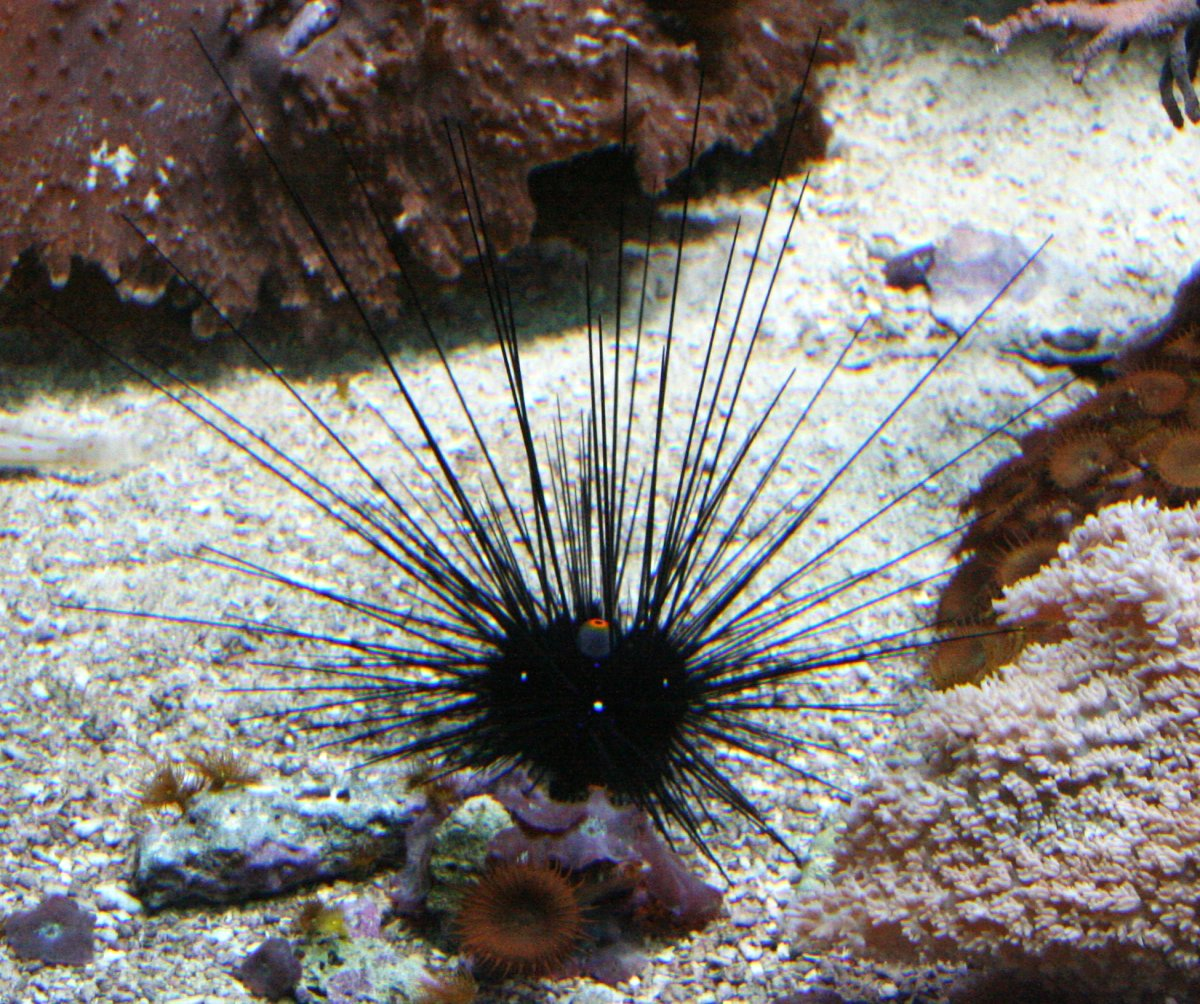
ガンガゼ

- ガンガゼ上目 Diadematacea
  - ガンガゼ目 Diadematoida 
    - クモガゼ亜目 Aspidodiademina - クモガゼ
    - ガンガゼ亜目 Diademina - ガンガゼ、トックリガンガゼモドキ、アカオニガゼ
    - オトメガゼ亜目 Pedinina - オトメガゼ

  - フクロウニ目 Echinothurioida - イイジマフクロウニ
  - Pedinoida

- ホンウニ上目 Echinacea
  - アスナロウニ目 Arbacioida

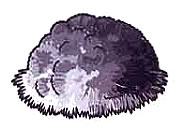
イイジマフクロウニ

    - アスナロウニ亜目 Arbaciina - ベンテンウニ、アスナロウニ
    - オトヒメウニ亜目 Saleniina - オトヒメウニ、ウラシマウニ
    - ホンウニモドキ亜目 Phymosomina - ツガルウニ、クロウニ

  - ホンウニ目 Echinoida
    - サンショウウニ亜目 Temnopleurina - サンショウウニ、コシダカウニ、ラッパウニ、シラヒゲウニ
    - ホンウニ亜目 Echinina - ヨーロッパホンウニ、エゾバフンウニ、バフンウニ、アカウニ、キタムラサキウニ、ムラサキウニ、ナガウニ、パイプウニ

  - Phymosomatoida
  - Salenioida
  - サンショウウニ目 Temnopleuroida

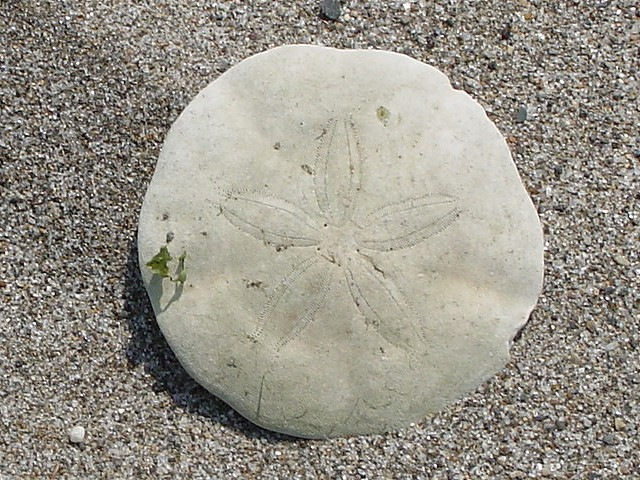
タコノマクラ目の遺骸

- 有ランタン上目 Gnathostomata
  - タコノマクラ目 Clypeasteroida
    - タコノマクラ亜目 Clypeasterina - タコノマクラ、ヤマタカタコノマクラ
    - カシパン亜目 Laganina - ニホンマメウニ、フジヤマカシパン、スカシカシパン、ハスノハカシパン、ハグルマカシパン、ヨツアナカシパン

  - タマゴウニ目 Holectypoida
    - タマゴウニ亜目 Echinoneina - タマゴウニ

### オウサマウニ亜綱 Cidaroidea
- オウサマウニ目 Cidaroida - オウサマウニ、トゲザオウニ、マツカサウニ、ドングリウニ、ダイオウウニ

## 食用
生殖腺（精巣・卵巣）を食用にする。生殖腺を取り出したものや、塩蔵などの加工品は漢字で雲丹と表記されることもある。主に食用とされるのは日本産に限れば、バフンウニ、エゾバフンウニ、ムラサキウニ、キタムラサキウニ、アカウニ、シラヒゲウニの6種類である。日本へ輸入されるものとしては韓国産、ロシア産のエゾバフンウニ、キタムラサキウニの他、チリのチリウニ、カナダやアメリカなどのホクヨウオオバフンウニやアメリカムラサキウニなどがある。
国連食糧農業機関によれば、2018年の世界のウニ漁獲量（殻付き）は約6万7500トンで、そのうちチリが3万446トン、日本は7629トンとなっている。そしてチリのウニの約95パーセントは日本が輸入している。

## 加工・流通
古来より日本においてウニは、保存用に塩を用いて加工したものが、日本の三大珍味に数えられている。これは生食のウニではなく、あくまで「塩雲丹」と呼ばれる加工されたウニである。とくに知られていたのは「越前の雲丹」であり、「越前国（現在の福井県東部）で生産加工された塩雲丹」のことである。
現在の日本では、刺身や寿司ネタ、海鮮丼など生食することが多く、鮮度が重要視される。なお、ウニの臓器は、口に入れたときに雑味や臭みを感じさせるため、中に入っているであろう海藻と共に取り除かれる。また、ウニを使ったアイスクリームである、ウニアイスも存在する。
ウニの殻は、専用のウニ割り器を使うと比較的容易に開くことができるが、包丁でも割ること自体は簡単にできる。市販されるものは、殻を割ってあり、死んでから時間が経っているため、生臭さがあったり、保存や型くずれ防止のためにミョウバンやアルコールが添加され、食味・風味が劣ったりすることが多い。一方で殻ウニは割ってみるまで品質の善し悪しがわからないため、寿司屋を始めとする飲食店では品質の一定しているミョウバン処理された箱ウニを使う場合がほとんどである。他にも、近年は食味の劣化を防ぐために塩水でパックされたウニも出まわっている。旬は春から秋であるが、特に初夏のものは最も品質が良いとされ、それ以外の時期は冷凍品が出回る。
一般に生ウニとして板に載せ販売されているものは、精巣・卵巣が混ざったものである。卵巣は切るとゾル様に流れる特徴がある。精巣は白く半透明の精子が絡み付いていることがある。精巣の方が味が濃く美味とされており、精巣のみを集めたものは高価で、高級寿司店などに卸されている。
ウニの食味は、餌として食べる海藻などにより異なり、北海道の利尻島周辺海域のように高級昆布産地はウニの名産地でもある。個体による食味・品質差やそれを反映した価格差も大きい。一箱で500円の場合もあれば、10万円以上の値が付くこともある。築地市場時代を含む豊洲市場での卸売買では、少しずつ価格を上げていく競り合いでなく、一発勝負で高値をつけた業者が落札する商習慣であるため、目利きが求められる。
生物学者によれば、生殖巣（雲丹）のツブツブとした構造は卵ではなく生殖小のうとよばれ、精細胞か卵細胞と栄養細胞を保持している。毎年生殖小のうでは栄養細胞が先に成長し繁殖期に生殖細胞（精細胞・卵細胞）が作られ放出して縮小しまた栄養細胞の成長に戻るサイクルを、数年繰り返している。このうち食味に関しては栄養細胞が重要で、成長し（実入りが良く）生殖細胞がまだ現れていない時期、雌雄の違いがまだない時期が最も美味である。これが食品として雌雄の区別をしない理由である。またこの時期は取り出しても形を保っているが、この後に生殖細胞がつくられるにつれて生殖巣が溶け出すようになる。またアカウニ、バフンウニの雌の卵巣は苦味成分である含硫アミノ酸が出て味が落ちてくる。一方で雄は味が変わらないのだが、外見では選別できないためメスに合わせて漁期が決まることになる。
日本全国の沿岸や、中華人民共和国の渤海湾などで漁の対象となっており、浅い海の砂地や岩場に生息しているものが身が充実し美味とされる。水深数百メートルの深海からもタコなどの漁に際して一緒に捕れることも時折見られるが、深海はウニにとっては栄養豊富な餌が少ない環境であるため、食用となる部分も少なく、商品価値が低い。また、主な産地としては北海道の積丹、利尻島、礼文島が特に有名である。
生ウニとして食べるほかには、殻に載せて炭火などで焼いた（あるいはガスバーナーで表面に焦げ目を付けた）焼きウニ、パスタソースなどに利用される。青森県八戸市周辺の郷土料理いちご煮は、ウニとアワビの潮汁である。広島市周辺にはバターで炒めたホウレンソウまたはクレソンに生ウニを載せ、熱でとろける食感を味わう「ウニホーレン」（ウニクレソン）という料理があるとテレビで紹介されたが、実際に広島で提供している店は少数である。また、北海道や東北地方では、生ウニを1-2合くらいの瓶に詰めたものがスーパーマーケットなどで売られており、牛乳瓶に詰められたものも多い。
韓国や、中国でも渤海湾周辺を中心に食用とされる。特に海女漁が盛んな韓国の済州島では、ウニとワカメのスープ「ソンゲミヨククッ(성게미역국)」が郷土料理となっており、中国遼寧省の大連市や広東省の汕頭市、汕尾市では生食のほか、鶏卵を加えた蒸し物などの料理も高級料理として出される。台湾でも炒め物にされることがある。ニュージーランドでは Evechinus chloroticus（New Zealand sea urchin）がキナ（kina）と呼ばれ、生食やパイなどの形で食用にされている。欧米ではローマ帝国以来の伝統の食材であり、それを受け継ぐフランスの食通にもウニは珍重され、オムレツなどに入れられて食卓に並ぶ。ギリシャほか地中海沿岸国の一部地域や南米チリでも食用とされている。
ウニを使用した加工食品のなかに、ウニアイスがある。2005年に、ササニシキやフカヒレといった変わり種のアイスクリームの製造販売で知られる宮城県石巻市の和洋菓子店・風月堂が発売した。そのほか、岩手県宮古市の重茂漁協が2018年に「重茂黄金焼うにプレミアムアイス」を、東日本大震災7年の復興企画として限定販売した。

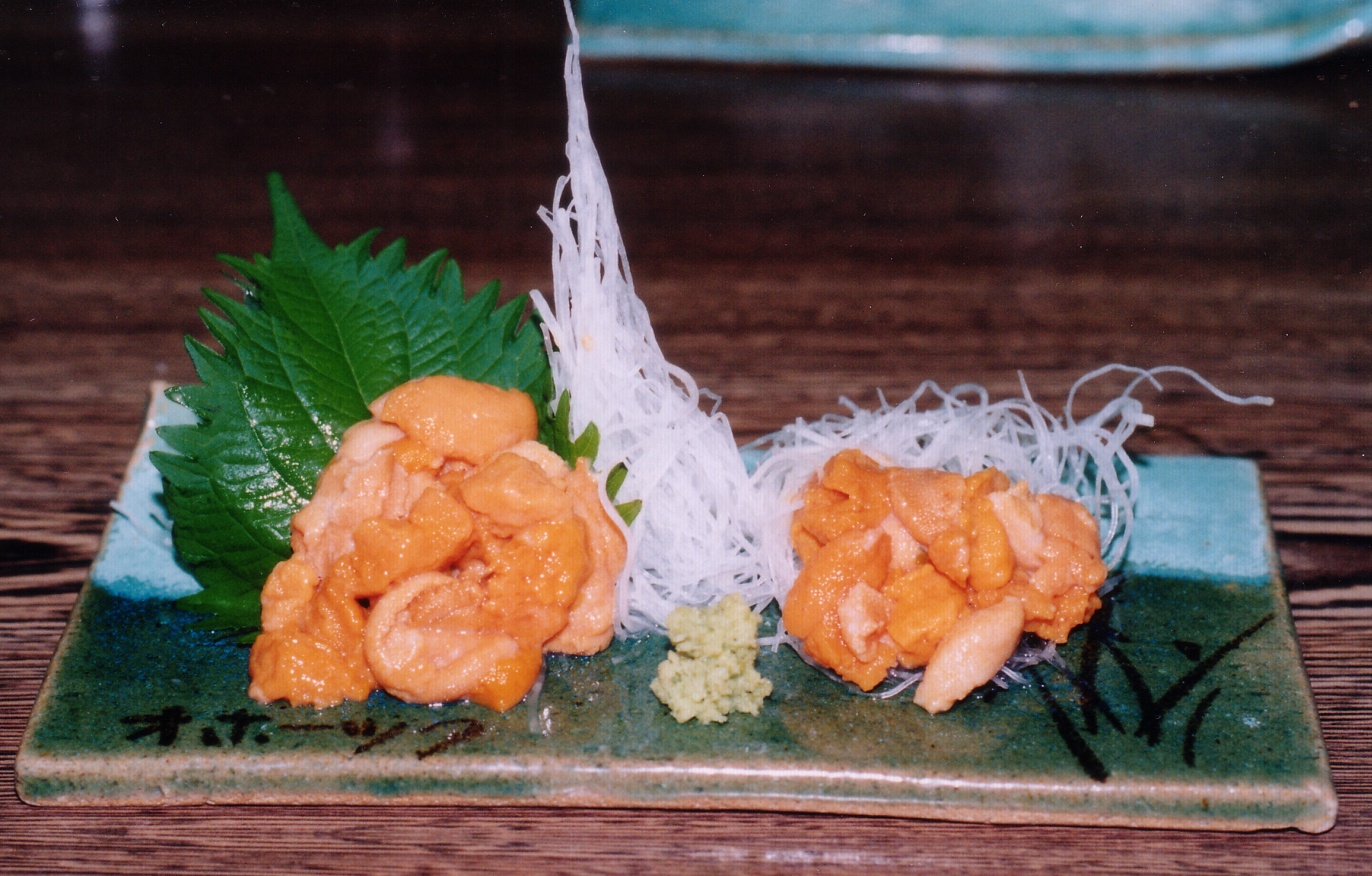
ウニの刺身
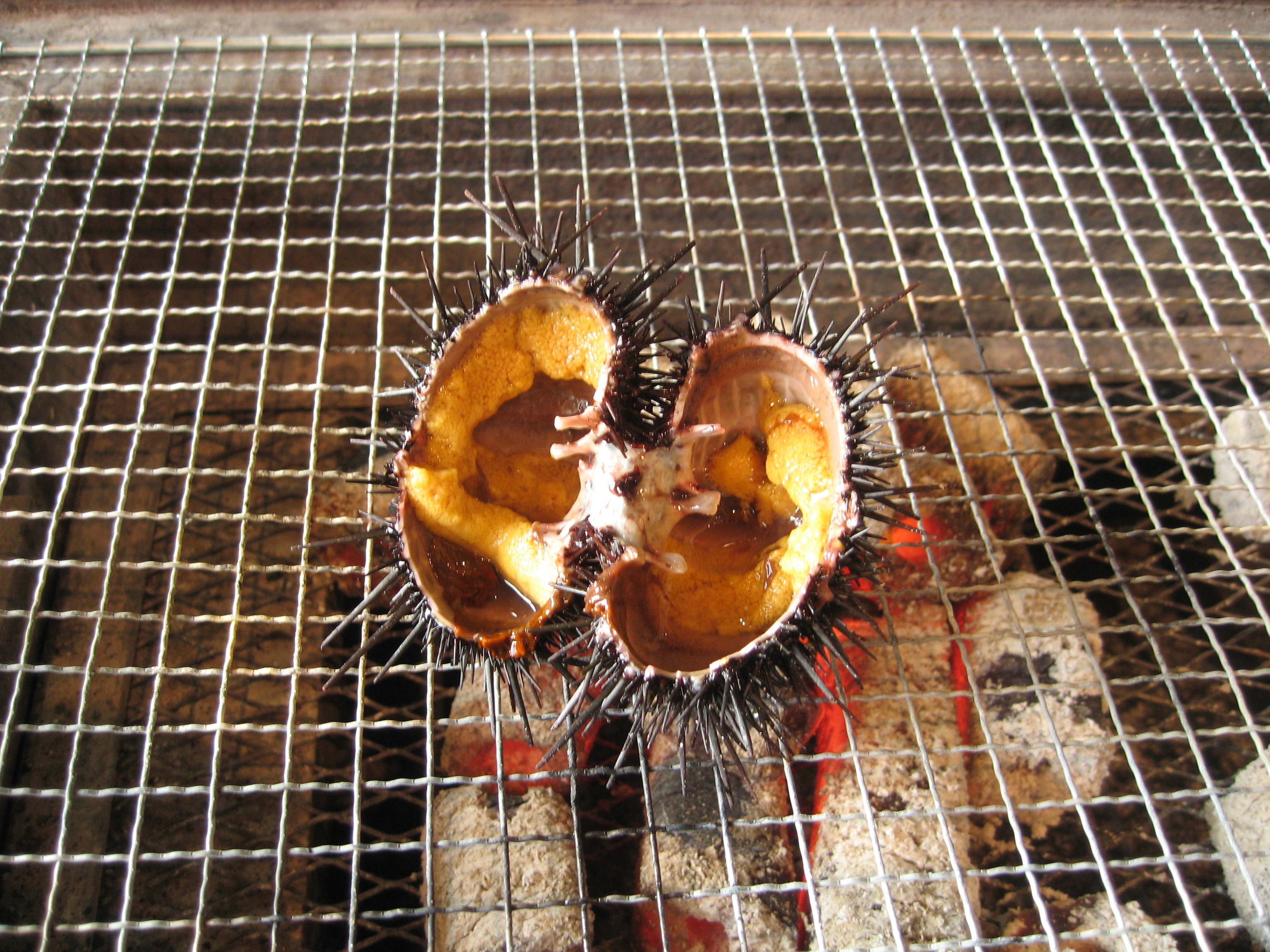
キタムラサキウニの網焼き
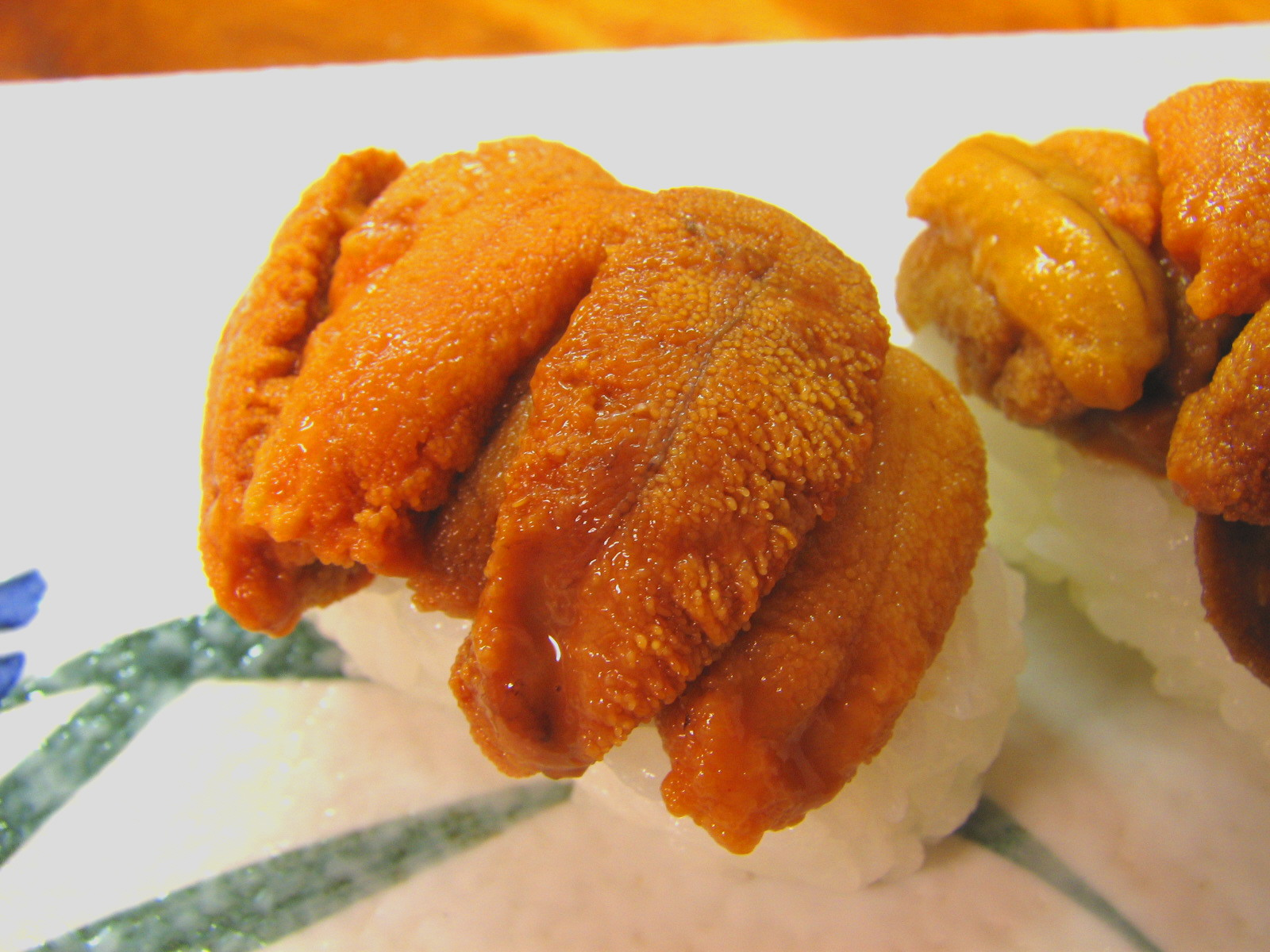
ウニのにぎり寿司
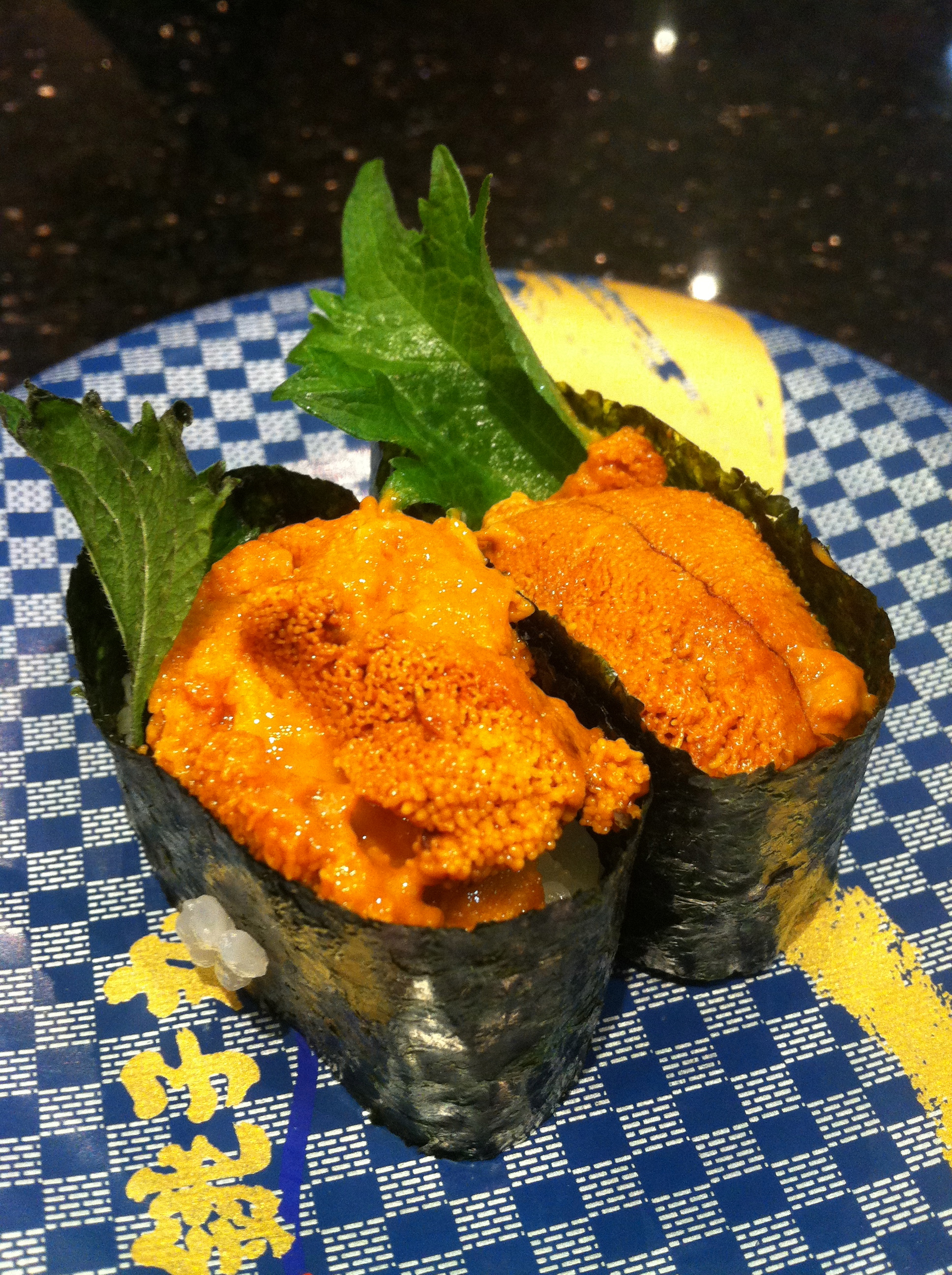
ウニの軍艦巻き
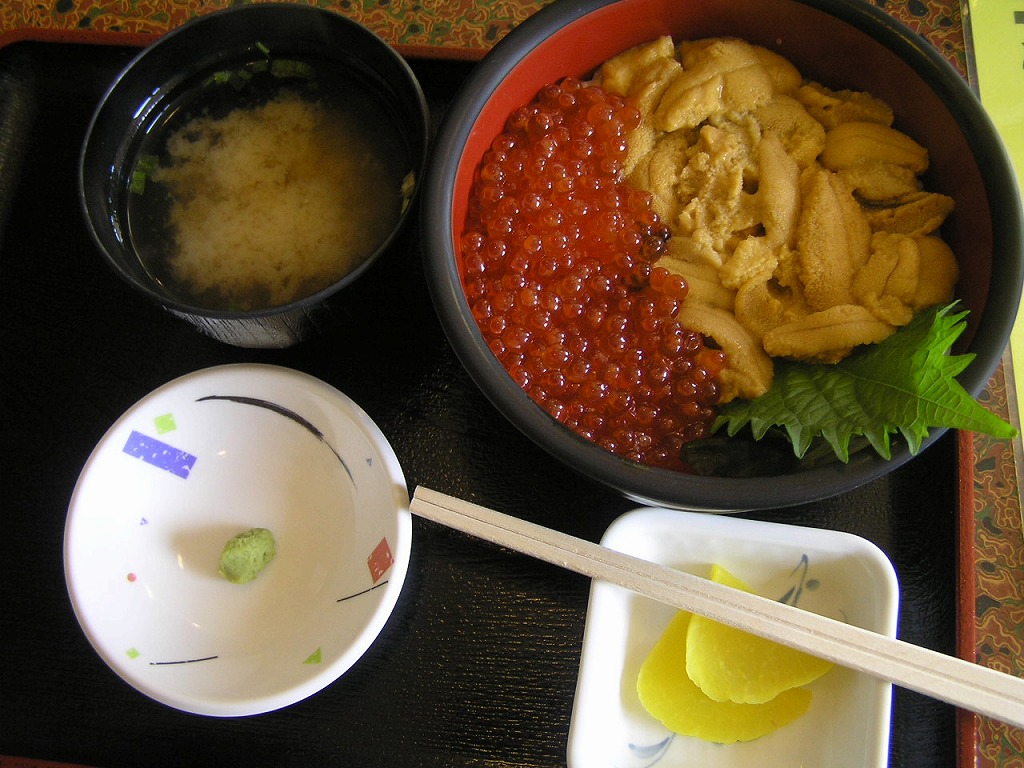
ムラサキウニのウニイクラ丼
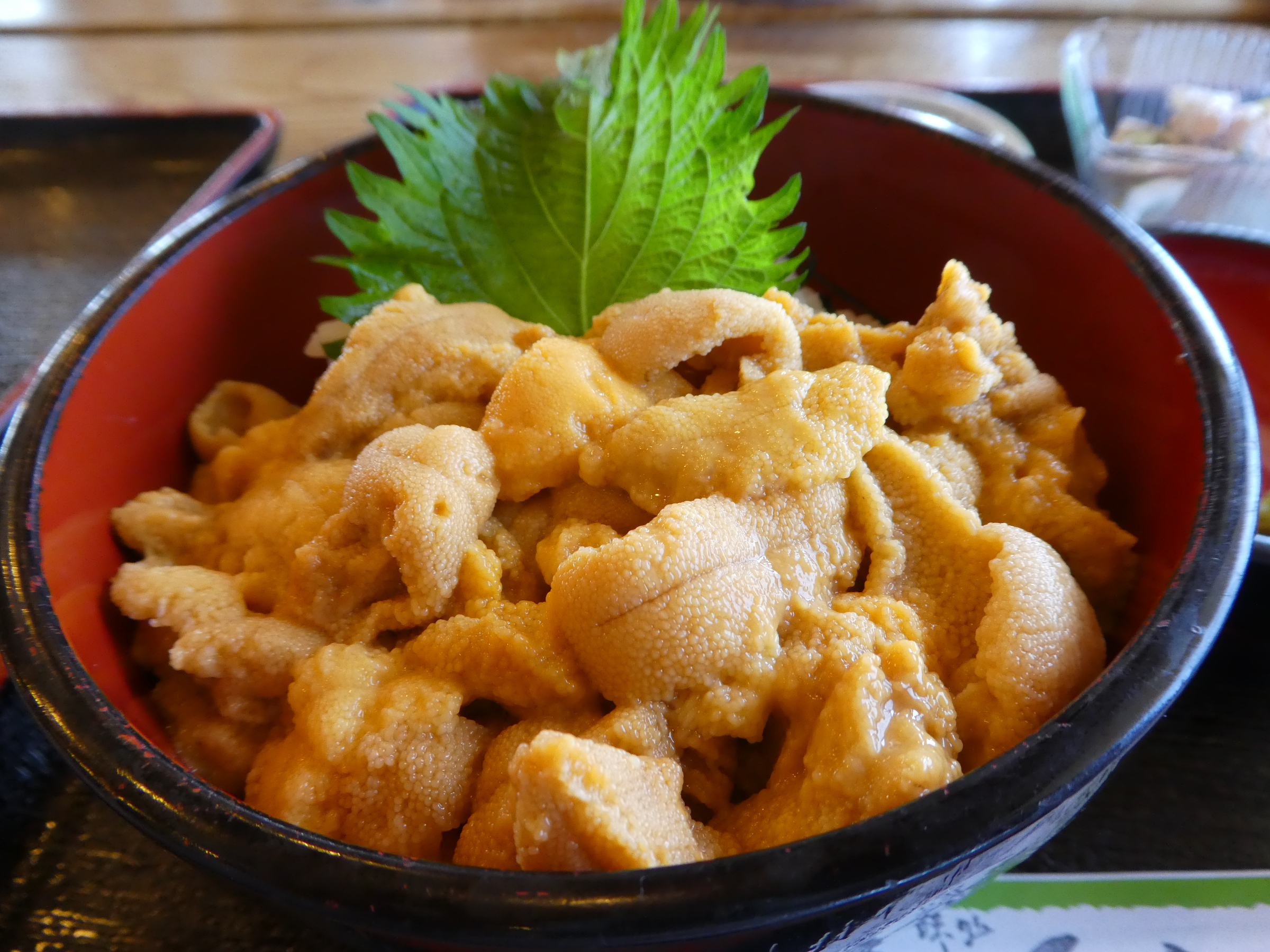
北海道積丹のウニ丼

### アルコールウニの瓶詰

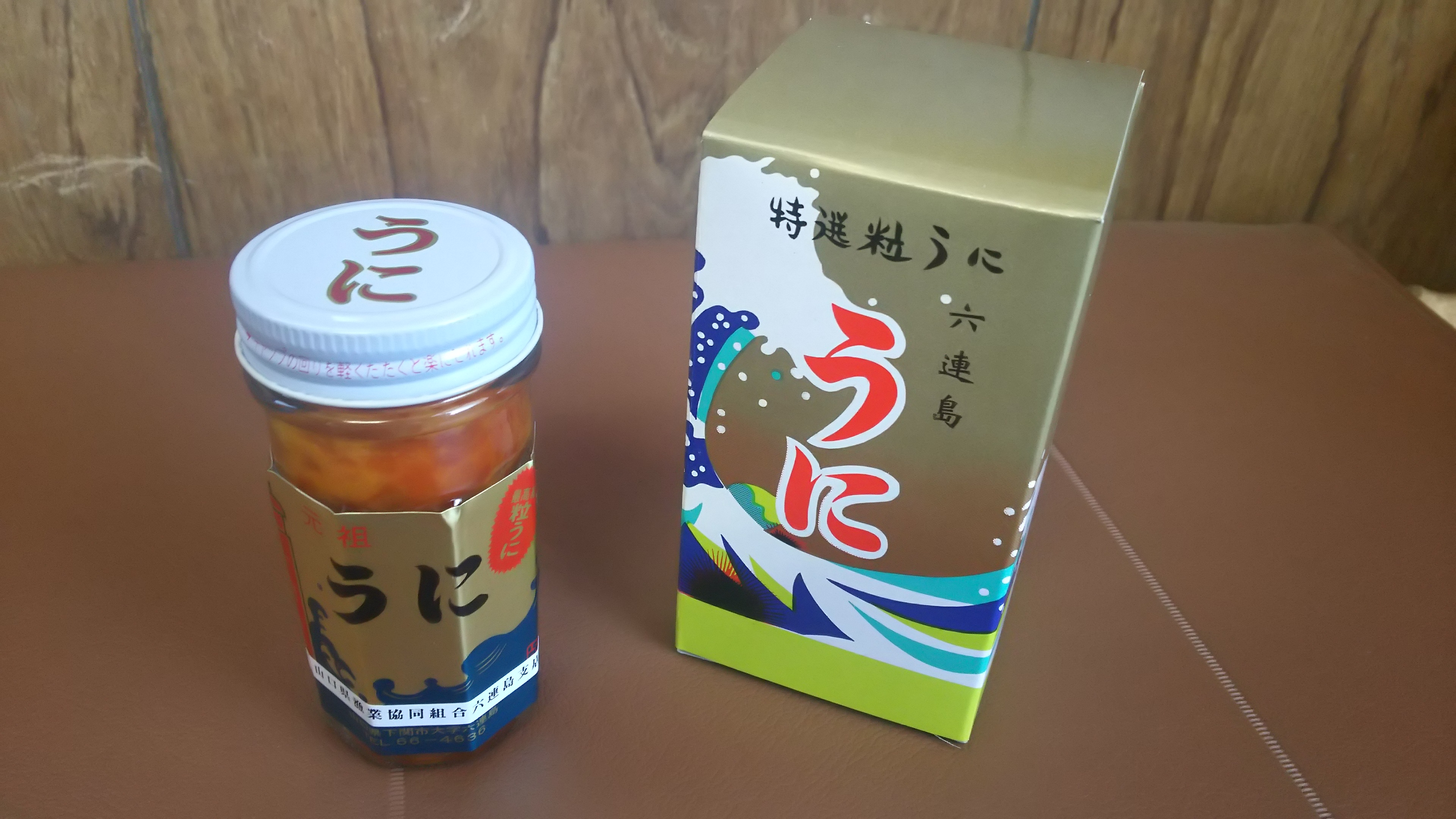
アルコールうにの瓶詰め（六連島産）

アルコール漬けウニの瓶詰は下関の六連島が発祥とされている。山口県は、塩ウニを含めた瓶詰めウニの生産量が日本全国の約4割を占める。
誕生
1871年(明治4年)、六連島灯台が建てられ、多くの外航船が寄港するようになった。特に六連島は捕鯨船の停泊地であったことから多くの外国人がいたようである。島の寺院、西教寺の住職であった蓬山和尚が宴会の席で、同席していた外国人水先案内人にお酒（ジン）を注ごうとしたところ、誤って酒肴として出されていた塩ウニ（生ウニとも言われている）にこぼしてしまった。あわてて取り替えようとしたが、外国人水先案内人はそのまま口にし、とても喜んで食べた。それを見た蓬山和尚もひと口食べたところ、お酒が加わった事でウニの香りと口当たりがとても良く、美味しくなっている事に驚き、これを改良して今の瓶詰の原型となるものが誕生した。
当初は木樽や陶器に入れられていたが、衛生面の問題や外見を考慮し、のちにガラス瓶に詰められるようになった。また、加工方法も「焼酎漬け」であったため、当初焼酎を用いて作られていたが、中には時間が経つにつれて焼酎に含まれる酵母の発酵が進み、瓶が割れるなどの問題も発生していた。和尚より製造方法を受け継いだとされる城戸久七はこれをさらに改良し、高純度のエチルアルコールを用いることで今のような安定した瓶詰めが生産できるに至った。
伝承
城戸久七は独自の製造方法からウニの瓶詰の元祖となり、「雲丹久」という商号で有名になった。当時16歳であった上田甚五郎は城戸久七に弟子入りし、アルコールウニの瓶詰め製造方法を学ぶこととなる。甚五郎31歳の時、高齢となった城戸久七は永年の研究で培ってきた製造方法を後世に残すべく、甚五郎にその全てを伝授した。甚五郎はこの後も研究を重ね、今の「うに甚」となった。

### 加工品の瓶詰
前述のウニのアルコール漬けにイカなどを加えて珍味として加工した瓶詰も多数流通している。しかしこれらの中には、ウニの含有量が不明である場合が多く、1973年には公正取引委員会が調査を行った結果、ウニが数%しか入っていないなどとして3社が景品表示法違反で摘発されている。

## ウニ漁と資源管理
日本では、漁師が小舟に乗り、覗き眼鏡で海底を視認すると同時に櫂を操り（現在は操船のしやすい小型の船外機もある）、ウニを探す。ウニを見付けると玉網（タモ）と呼ばれる柄付きの網、あるいはウニ漁用の鈎で捕獲するが、水深に合わせ柄を接ぎ足さねばならない。単純にして非常に熟練を要する漁法である。国内生産量のうち約半分を占める北海道では、こうした漁が日本海側では5月〜8月、オホーツク海方面では羅臼が2月〜5月、雄武では4月〜6月、枝幸では5月〜7月、襟裳では1月〜3月に行われる。礼文島のウニ類の水揚げ量は北海道全体の約20%近くを占めており、礼文島の水揚げが市場価格を大きく左右する。北海道では、漁は生殖巣の身の発育状況に合わせて行うとともに、産卵の保護のために「北海道海面漁業調整規則」により禁漁期間を定め資源管理を行われる。また、近年では水産試験場や水産指導所の地道な調査によりウニの年齢をはじめ稚ウニ、海藻などの実態が把握されている他、漁師の記した操業日誌などにより漁業実態も掌握されるようになった。こうしたデータにより資源管理手法ができ上がりつつある。一方、納沙布岬近海では放流していたウニが大量にラッコに食べられ、深刻かつ壊滅的な被害を受ける例も報告されている。
ウニは漁獲しやすいため、資源の減少率が大きく、1漁期に70〜90%にも達することがある。このため、上記の禁漁期間の設定のほか、漁獲サイズの規制、漁場や漁獲量の規制・管理、また密漁対策の他、人工的な種苗生産と放流、移殖、ならびに漁場造成、汚染防止、害敵駆除といった総合的な対策がとられている。ウニの養殖は、親ウニから精子と卵子をピンセットで取り出し、二つを受精させる。精子が多すぎても少なすぎても成功しない難しい作業である。精子が多すぎると異常卵が増え、少なすぎると受精率が低下する。受精した卵子は約20時間をかけ浮遊幼生となり、48時間後（2日後）に飼育槽に移される。最終的に海に放流されるまで極めて厳重に、近代的な環境のもと24時間体制で管理される。
一方で磯焼けを起こすほどウニが増加し、藻場を回復するためにウニを除去することもある。（日本でのウニの大量発生も参照）増えすぎたウニは餌不足のため生殖巣が発達せず、そのままで食用に出荷することはできない。このような除去回収されたウニに野菜残渣などを与えて出荷可能な状態まで肥育する研究が行われており、キャベツやブロッコリーの葉などを飼料としてムラサキウニを肥育できることが分かっている。キャベツで肥育したウニは甘味が強くなるというが、コストが嵩み商業ベースにはなっていない。イカナゴを飼料として肥育した例もあるが、この場合は苦みを帯びるとされる。ブロッコリーによるガンガゼの肥育を行っているところもある。香川県多度津町では、和食料理店の「遊食房屋」と、香川県立多度津高校水産科の生徒、香川大学が、店で食べられず本来は捨てられるうどんだけを餌としたムラサキウニの養殖を軌道に乗せ、「讃岐うどん雲丹」と名付けて商品化を決定した。
2021年9月以降、北海道の太平洋沿岸では赤潮が発生。ウニの大量死が発生し、稚ウニを海域に「地まき」して育てる漁業者に大きな被害が出た。数年かけて育てる漁のため、被害の回復には4年の時間と費用がかかる見込み。
日本のほか、最近では中国でも渤海湾周辺の遼寧省、山東省と南シナ海の広東省でウニの養殖に力を入れており、2010年の養殖出荷量は6,169トンであった。

## 観察・実験
発生学の勃興期に於いて、ウニは新口動物であることが重宝され、頻繁に実験材料として用いられた。現在でも、入手が簡単で、人工授精が容易であることと、受精卵が透明で観察しやすいなど実験・観察する上での利点が多いため、発生過程の観察材料によく使われている。
1. 囲口部にハサミをいれ、咀嚼器を取り去る。
2. 三角フラスコに海水をいっぱいに張り、空けた部分を上にしてウニを置く。
3. 空けた部分に1/2M KClを入れる。雄ならば5個の生殖孔から、海水に白色の精子が流れ、雌ならば黄色の卵子が流れる。（外観から雌雄を判断するのは難しいとされるウニだが、バフンウニは例外的に判断しやすい。口器の廻りの管足が橙色なら雌、白色なら雄である）
4. 精子液を卵子液に加えてやれば受精するが、受精の様子を見たければ、卵子をスポイトでスライドガラスにのせ、そこに希釈した精子液をたらしてやればよい。

### 餌
ガンガゼは、釣り餌として利用される。

## 文化

### 語源
「海胆」は海の腸という意味であり、これを訓読した「うみい」が「うに」の語源であるとされる。また、「海栗」は栗のいがによく似ていることに由来する。1983年には、「頭が働かない、考えが纏まらない」という意味である、『頭がウニになる』という言葉が流行した。

## 代替食品
植物油や豆乳クリームを原料とする代替食「うにペースト」が開発されている。